# Macrofamília
Na linguística histórica, uma macrofamília, também chamada de superfamília ou filo, é uma proposta de relação genética que agrupa famílias linguísticas (também isoladas) em uma classificação de maior escala. No entanto, Campbell considera este termo supérfluo, preferindo “família linguística” para aquelas classificações para as quais há consenso e “relação genética distante” para aquelas para as quais não há, ou ainda não há, consenso, seja por falta de documentação ou estudos das línguas constituintes, ou a uma profundidade de tempo estimada que muitos linguistas consideram ser demasiado grande para reconstrução.
Mais raramente, o termo também pode ser aplicado a uma família linguística excepcionalmente antiga, grande e diversificada, tal qual a afro-asiática.
Exemplos de macrofamílias propostas variam de relativamente recentes, como as línguas leste-asiáticas, macro-jê, macro-waikurúan, macro-maia, macro-siouan, penutianas, na-dene e congo-saarianas (níger-saarianas) até os mais antigos como o áustrico, o dene-caucasiano, o eurasiático, o nostrático ou o uralo-altaico.